# Classe Indefatigable
La classe Indefatigable est une classe de croiseurs de bataille en service dans la Royal Navy et dans la Royal Australian Navy durant la Première Guerre mondiale.

## Conception
Le 1908 Programme prévoit la construction d'un croiseur de bataille équivalent au HMS Neptune, mais au lieu de pallier les faiblesses de la classe Invincible, les navires de la classe Indefatigable sont une copie de ceux-ci. Les caractéristiques dévoilées à l'époque sont exagérées par rapport à la réalité, peut-être en partie à cause de « fuites » officielles orchestrées par l'amiral Fisher. En fait, ce n'est qu'une copie des Invincible, mais rallongée afin de permettre aux tourelles P et Q de tirer sur les côtés. L'Australia et le New Zealand subissent néanmoins quelques retouches, comparé à l'Indefatigable. Le blindage de ceinture près des tourelles A et X est épaissi, et ils disposent d'une puissance supplémentaire de 1 000 chevaux qui leur permet de dépasser plus facilement les 25 nœuds (46 km/h). En effet, lors des essais, l'Indefatigable atteint à peine les 25 nœuds, enregistrant tout de même 26,89 nœuds (49,8 km/h) en poussant les machines à 55 000 chevaux, alors que les deux autres navires dépassent eux les 26 nœuds (48 km/h) en régime normal.

## Histoire
Le HMAS Australia et le HMS New Zealand auraient dû entrer en service respectivement dans la Royal Australian Navy et dans la naissante Royal New Zealand Navy. Finalement, le premier deviendra le navire amiral de la Force expéditionnaire terrestre et navale australienne , alors que le second entrera en service dans les New Zealand Naval Forces (en) de la Royal Navy.
En 1914, l'Indefatigable, accompagné de l'Indomitable, participe à la poursuite du SMS Breslau et du SMS Goeben en mer Méditerranée. La même année, le New Zealand participe à la bataille de Heligoland. Pendant ce temps, l'Australia est envoyé dans l'océan Pacifique à la poursuite de l'escadre d'Extrême-Orient allemande.
Les deux premiers participent à la bataille de Dogger Bank l'année suivante, puis à la bataille du Jutland le 31 mai 1916. L'Indefatigable y est durement touché par le SMS Von der Tann, ce qui provoque l'explosion spectaculaire du navire. Seuls deux marins parmi les 1 019 membres d'équipage seront sauvés.
Les deux unités restantes passeront le reste de la guerre sans anicroche. Le New Zealand est rayé des listes en décembre 1922 et l'Australia, après avoir été le navire amiral de la Royal Australian Navy à partir de 1921, est désarmé le 12 avril 1924 à la suite du traité naval de Washington.

## Unités de la classe
| Nom               | Chantier                                       | Quille          | Lancement        | Mise en service | Marine                | Destin                                        |
| ----------------- | ---------------------------------------------- | --------------- | ---------------- | --------------- | --------------------- | --------------------------------------------- |
| HMS Indefatigable | Devonport Dockyard                             | 23 février 1909 | 28 octobre 1909  | avril 1911      | Royal Navy            | Coulé le 31 mai 1916 à la bataille du Jutland |
| HMS New Zealand   | Fairfield Shipbuilding and Engineering Company | 20 juin 1910    | 1er juillet 1911 | novembre 1912   | Royal Navy            | Rayé des listes en décembre 1922              |
| HMAS Australia    | John Brown & Company                           | 23 juin 1910    | 25 octobre 1911  | juin 1913       | Royal Australian Navy | Rayé des listes et démoli le 12 avril 1924    |